# Kirche Werder (bei Altentreptow)

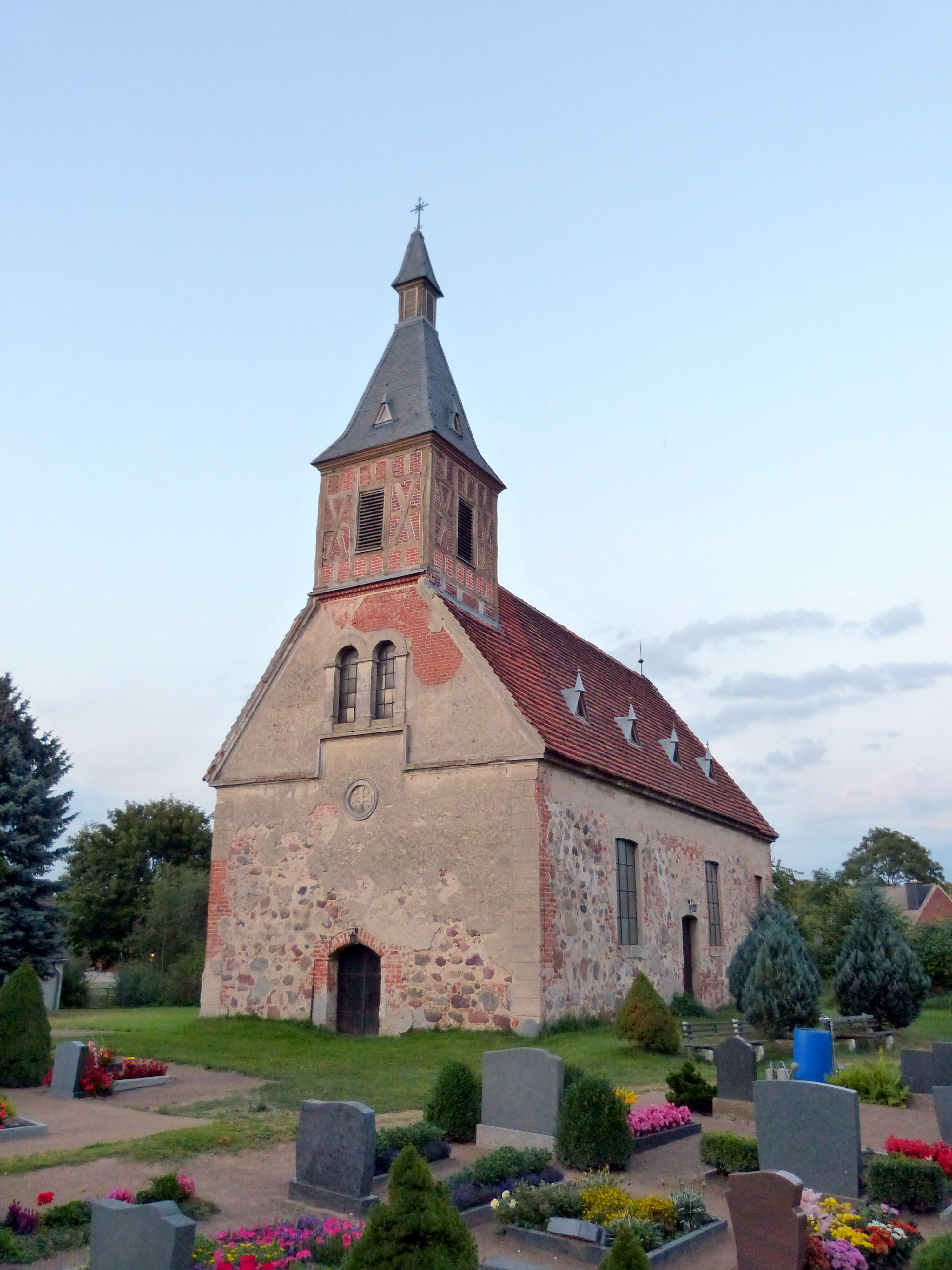
Kirche Werder

Die Kirche Werder ist ein Kirchengebäude in Werder im Landkreis Mecklenburgische Seenplatte. Sie gehört zur Kirchengemeinde Siedenbollentin in der Propstei Demmin des Kirchenkreises Pommern.

## Geschichte
Die Pfarre in Werder wurde 1308 dem Archidiakonat Stolpe zugeteilt. Dies ist deren älteste erhaltene Erwähnung. Die heutige Kirche wurde etwa im 14. Jahrhundert gebaut. Wahrscheinlich 1751 erfolgte ein barocker Umbau, worauf eine Inschrift an der Außenwand weist.
Der quadratische westliche Dachturm wurde 1890 nach Plänen des Architekten Theodor Prüfer errichtet.

## Architektur

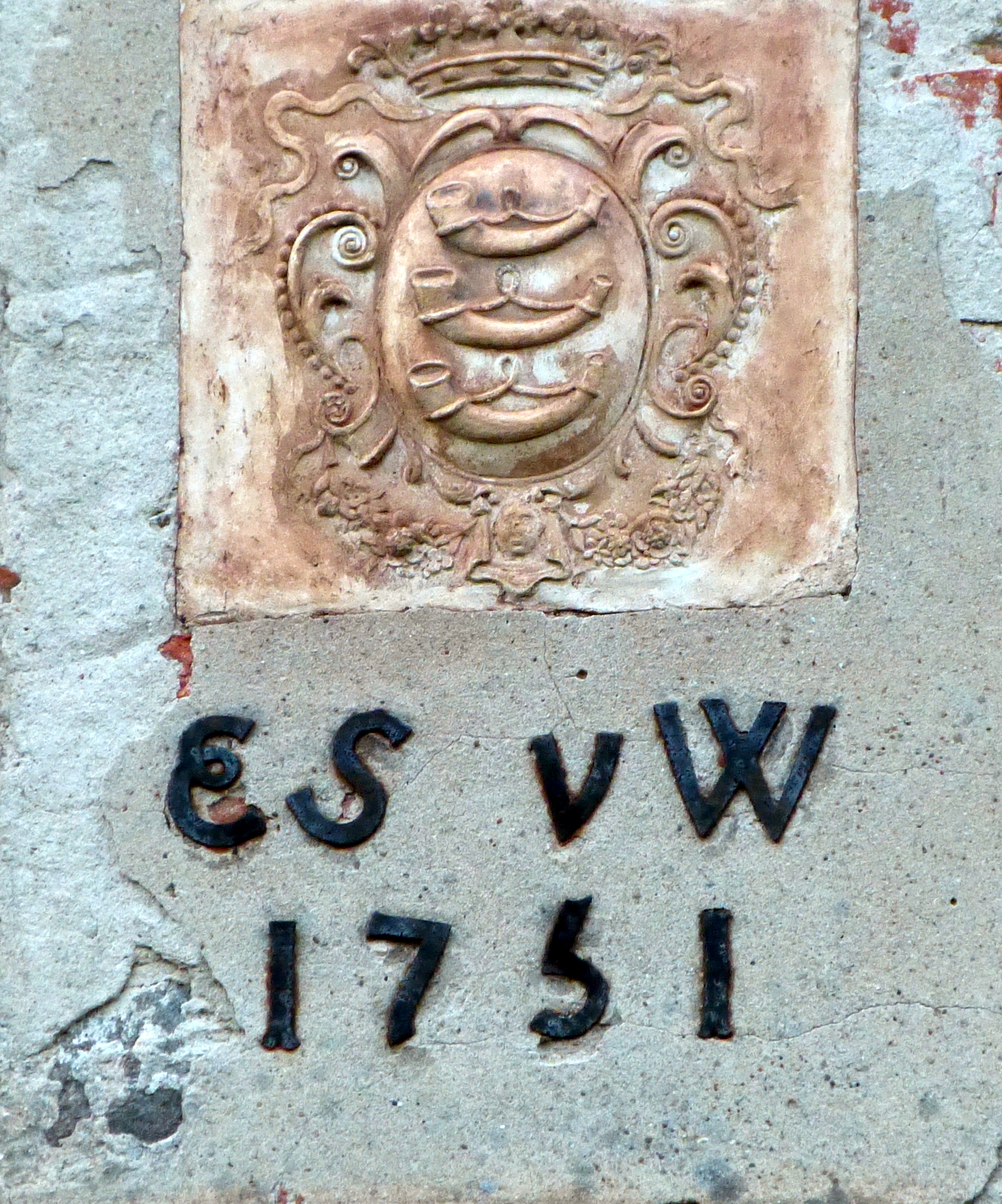
Wappen von Walsleben am Südportal

Die Kirche wurde aus Feld- und Backstein errichtet. Sie hat einen dreiseitigen, leicht eingezogenen Ostabschluss. Der Putz des Gebäudes hat sich weitgehend abgelöst, an den Ecken sind noch Reste einer Putzquaderung zu erkennen. Über dem Südportal ist ein Wappenrelief der Familie von Walsleben angebracht, darunter die Inschrift „ES vW / 1751“.
In der Nord- und Südseite des Daches befinden sich jeweils vier Spitzgauben, eine weitere über dem Ostabschluss, mit kegelförmiger Fiale auf dem First und einem Dachknauf. Gleichartige, aber kleinere Spitzgauben befinden sich an den vier Seiten des Pyramidendach des Turmhelms.

## Innenausstattung
Die Kirche hat eine Holzbalkendecke. Die hölzerne Innenausstattung wirkt warm und harmonisch
Der Altar hat einen niedrigen Kreuzaufsatz und Schranken. Es gibt eine Kanzel mit Verschlag, eine Patronatsloge mit dem Wappen der Familie von Maltzahn und eine Westempore mit Orgel. Diese wurde als Salonorgel 1860 von Barnim Grüneberg aus Stettin mit reichen Verzierungen von Putti und Symbolen für ein Privathaus gebaut und kam zu einem späteren Zeitpunkt in die Kirche. Sie hat zwei Manuale und Pedal. Der Taufstein ist aus Industriestein.
Das Buntglasfenster im Ostteil zeigt eine Auferstehungsszene mit einem Wappen der von Maltzahn. Die Glocke wurde 1920 von Voß & Sohn aus Stettin gegossen.
Der Kirchhof wird als Friedhof genutzt, mit einer Friedhofstrauerhalle. Im Pfarrhaus gibt es eine Winterkirche.